# Ekaterina Tyryshkina
Ekaterina Nikolayevna Tyryshkina (en russe : Екатерина Николаевна Тырышкина), née le 31 janvier 1996 à Irkoutsk en Russie, est une footballeuse internationale russe évoluant au poste de milieu de terrain.

## Biographie

### Carrière en club
Ekaterina Tyryshkina commence à jouer au football à l'école d'Angarsk, où elle est remarquée par les entraîneurs de la principale équipe régionale de football féminin « Record » et invitée à jouer pour le club.
En 2013, elle rejoint le club de Kubanochka (Krasnodar) en première division russe. Avec cette équipe, elle dispute 46 matchs et marque sept buts. En Coupe de Russie, elle a atteint la finale à deux reprises.
En 2016, elle part à l'étranger et signe à 20 ans un contrat avec le club finlandais de Ligue Naysten NiceFutis.
Elle signe ensuite à l'ACF Brescia en Serie A, pour lequel elle joue le deuxième partie de la saison 2016-2017, terminant à la deuxième place en championnat et atteignant la finale de la Coupe nationale. Elle devient la première footballeuse russe à concourir dans la Serie A féminine et réussit à marquer dès son premier match.
À l'été 2017, elle quitte l'Italie pour la France et rejoint le Rodez AF en D1. Elle remporte le trophée du plus beau but de la saison.
Au terme de sa première saison en D1, elle signe à l'EA Guingamp pour deux ans. Avec cette équipe, elle atteint les demi-finales de coupe de France en 2019-2020.
À l'intersaison 2020, elle rejoint Le Havre AC. L'année suivante, elle s'engage avec le Dijon FCO et devient la première internationale russe dans l'histoire du club dijonnais.

### Carrière internationale
Ekaterina Tyryshkina est internationale russe depuis 2015, et compte 47 sélections avec l'équipe nationale de Russie.
Elle dispute son premier match avec l'équipe de Russie des moins de 15 ans en novembre 2010 contre la Turquie.
De 2012 à 2015, elle joue pour l'équipe de Russie des moins de 17 ans et des moins de 19 ans. En tant que capitaine des U19, elle remporte à deux reprises le tournoi international de Sotchi "Printemps Kuban", mais ne réussit pas à se qualifier pour la phase finale de l'Euro, perdant dans le match décisif face à l'équipe de France championne du monde en titre (0-1).
Elle fait ses débuts en équipe de Russie le 22 octobre 2015 lors d'un match de qualification de l'Euro 2017 contre l'Allemagne (défaite 2-0 à Wiesbaden).
Depuis janvier 2020, elle est appelée à chaque rassemblement de l'équipe de Russie, avec laquelle elle s'est qualifiée pour l'Euro 2022.